# Brixton Academy
De Brixton Academy, tegenwoordig O2 Academy, Brixton geheten, is een grote muziekzaal in Brixton in Zuid-Londen. De zaal biedt ruimte aan 4.921 toeschouwers.
Het is gebouwd in 1929 en werd geopend als een van vier Astoriabioscopen. In 1972 sloot het Astoria en werd het gebouw gebruikt als opslagplaats door de Rank Organisation.
Het werd opnieuw geopend als muziekzaal in 1983 en werd de Brixton Academy genoemd. Deze naam hield het tot midden 2004 toen het werd herdoopt tot de Carling Academy. In januari 2009 werd het door een grote sponsor, de Britse telefoonmaatschappij O2, hernoemd tot O2 Academy. Tegenwoordig wordt het beheerd door de Academy Music Group en biedt het plaats aan concerten en clubnachten.